# Nokia 7230

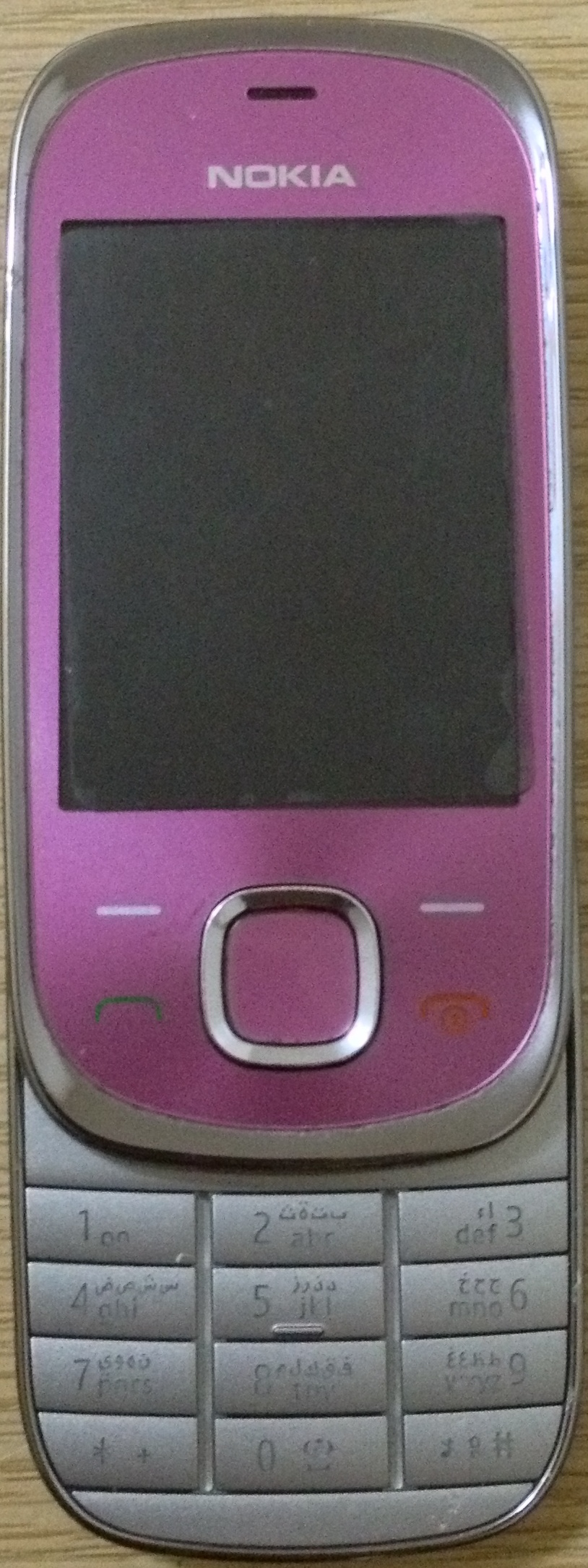
Nokia 7230

De Nokia 7230 is een slide-telefoon van Nokia die in april 2010 op de Nederlandse markt is verschenen. 

## Specificaties
De Nokia 7230 beschikt over een 3,2 megapixelcamera, gps met navigatie en een 3G-verbinding. 
De afmetingen van deze telefoon zijn 98 x 48 x 14,75 mm en het gewicht is 100 gram.